# Canaiolo
Il Cannaiolo (conosciuto anche come Canaiolo Nero) è un vitigno a bacca nera diffuso soprattutto nell'Italia centrale.

## Caratteristiche
Dal punto di vista morfologico, la pianta è caratterizzata da una foglia non molto grande, quasi sempre a 5 lobi, di colore scuro e opaco; il grappolo non è molto grande, con forma tozza ed acini rotondi con buccia blu tendente al viola.

## Utilizzi
Il vitigno viene utilizzato nella produzione di diversi vini DOC e DOCG. In particolare viene utilizzato per conferire morbidezza al Chianti e nel XVIII secolo era più coltivato dello stesso Sangiovese, vitigno base del Chianti. Oltre che nel Chianti, il canaiolo viene utilizzato, quasi esclusivamente in assemblaggio, anche per diversi vini dell'area del centro Italia.
L'uva di questa varietà è tradizionanalmente adoperata per la preparazione della schiacciata con l'uva.

## Vini
I vini in cui ne è consentito l'utilizzo dai capitolati DOC e DOCG sono:
- Colli di Luni rosso
- Carmignano
- Barco Reale di Carmignano
- Chianti
- Chianti Classico
- Colli dell'Etruria Centrale
- Colline Lucchesi
- Elba
- Montecarlo
- Morellino di Scansano
- Pomino
- Rosso di Montepulciano
- San Gimignano
- Sant'Antimo rosso
- Val di Cornia
- Vino Nobile di Montepulciano
- Colli Amerini
- Colli del Trasimeno
- Rosso Orvietano
- Torgiano rosso riserva
- Cerveteri
- Colli Etruschi Viterbesi